# いけすの王将
いけすの王将（いけすのおうしょう）は、かつて王将フードサービスが運営していた和食料理店である。

## 概要
1987年1月、王将フードサービスは大阪府豊中市に回転寿司店を出店したことにより和食へ進出した。
近年では主業態である中華料理の「餃子の王将」への注力が鮮明となっており、生駒店開店以降に新規出店もなく、2011年8月31日をもって展開していたすべての店舗が閉店した。

## 沿革
- 1987年2月 - 兵庫県神戸市北区にいけす料理専門店錦海店を開業。（のちのいけすの王将鈴蘭台店、海老家）
- 1987年5月 - いけすの王将三雲店（滋賀県甲賀郡・現湖南市）を出店
- 1987年10月 - いけすの王将生駒店（大阪府四條畷市）を出店
- 2003年3月 - いけすの鈴蘭台店を海老家に改装
- 2008年3月1日 - 海老家閉店[1]
- 2011年8月31日 - いけすの王将三雲店閉店により閉業

## 過去の店舗
- いけすの王将鈴蘭台店 - 兵庫県神戸市北区、のちに「海老家」と名前を変えるが2008年3月1日閉店。
- いけすの王将三雲店 - 滋賀県湖南市、2011年8月31日閉店。
- いけすの王将生駒店 - 大阪府四條畷市、閉店時期不明。

## 特徴
- いけすの王将三雲店は、餃子の王将三雲店に隣接しており、160名の大座敷やカラオケも完備していた。寿司や造り、鍋物、御膳、丼などをはじめ、会席や仏事料理なども提供していた。
- かつて、奈良県と大阪府の境の生駒山にあったいけすの王将生駒店の跡地は現在[いつ?]更地になっており、店の面影はない。
- アサヒビール・アサヒ飲料と提携していることから、店内で提供されるビールや烏龍茶などは全てアサヒであった。